# Walter Mars 14 M
Walter Mars 14 M byl dvouhvězdicový letecký motor vyráběný v Československu firmou Akciová společnost Walter, továrna na automobily a letecké motory v Praze - Jinonicích. Jednalo se o licenci motoru Gnome-Rhône 14M a typ byl třetím a posledním licenčním motorem francouzské firmy Gnome et Rhône vyráběný firmou Walter, která jím navázala na předchozí výrobu licenčních motorů stejné značky, Walter Jupiter (1927–1932) a Walter Mistral K 14 (1935–1938).

## Vznik a užití
Od roku 1937 byl v licenci firmy Gnôme Rhône vyráběn vzduchem chlazený dvouhvězdicový čtrnáctiválcový Mars 14 M (označovaný i jako Walter Mars 14 I-SR) s kompresorem a výkonem 580-680 k (426-500 kW)/4000 m, na svou dobu velmi moderní motor s poměrně malou čelní plochou (průměr 964 mm) a kompaktním uspořádáním. Jeho výroba skončila v roce 1940. Originální motor Gnôme Rhône G.R. 14 Mars byl použit na několika typech francouzských a německých letadel během 2. světové války.

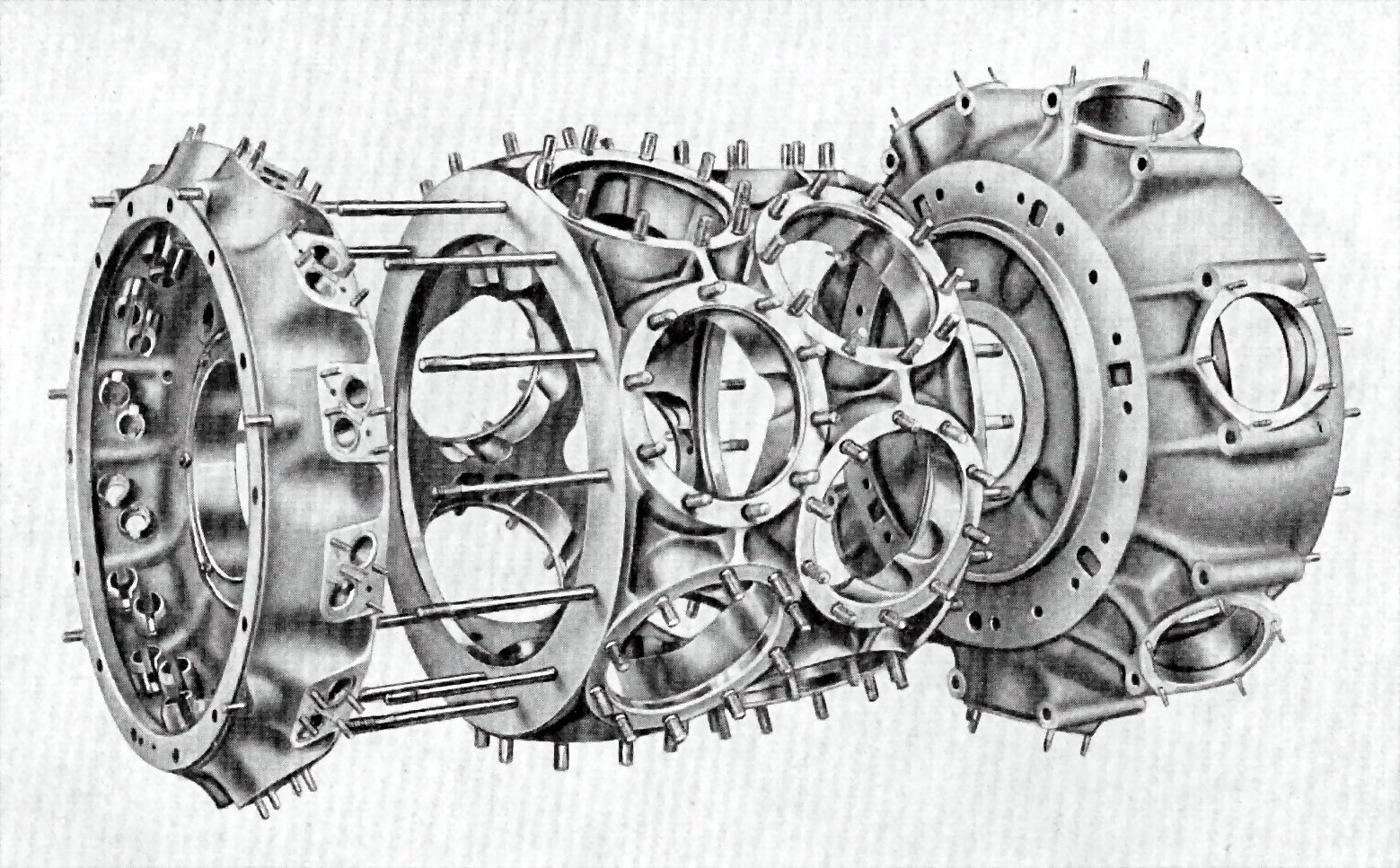
Třídílná motorová skříň Mars 14 M

Zadáním pro konstruktéra bylo navrhnout motor s velkým počtem malých a krátkých válců, který by při kompaktní konstrukci a relativně malém objemu válců měl vysoký specifický objemový výkon. Hmotnost motoru byla cíleně snížena rozsáhlým použitím součástí odlitých nebo vykovaných z lehkých slitin. Hlavní období jeho výroby v Jinonicích byly roky 1939–1940 (tzn. již za okupace), což navíc představovalo vážný problém, protože Francie a nacistické Německo byly od 3. září 1939 ve válečném stavu. Došlo to až tak daleko, že situace vyprovokovala uvěznění a obvinění inženýra Paula-Louise Weillera z Gnome et Rhône. V prvé řadě se však projednával prodej licence do Japonska. Šetřením však bylo zjištěno, že převod licence motoru 14M do Japonska (a také do Československa) předcházel zákonnému nařízení zakazující tuto operaci. Přes protesty francouzské tajné služby naštěstí pro Weillera případ skončil propuštěním v roce 1940.

V letech 1937–1940 bylo vyrobeno 273 ks. Byly vyexportovány (110 ks v kompletním stavu a 163 ks v rozloženém stavu) v období 1939-40 do Francie ke společnostem Aéroplanes Henri Potez a SNCAN (Société nationale des constructions aéronautiques du Nord). Tyto exportované motory byly instalovány na letouny Potez 630/631 a na Bloch MB.210 popř. Bloch MB.220. Zajímavostí je, že letouny Potez 631 používaly levotočivou a pravotočivou verzi. V tomto provedení je vyráběla a dodávala firma Walter. Až po vpádu Německa do Francie bylo v létě 1940 ukořistěno značné množství těchto motorů Gnome-Rhône 14M.

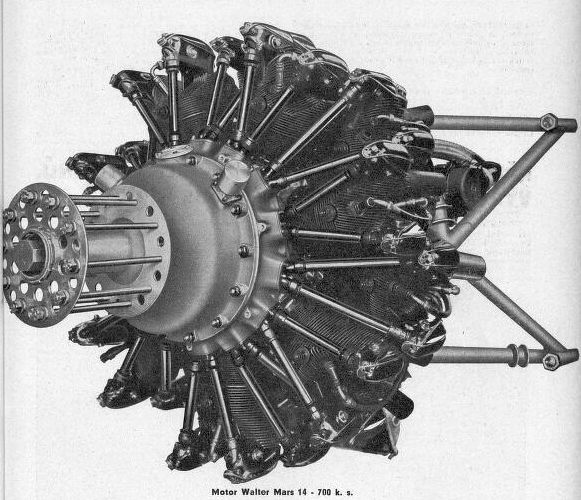
Walter Mars 14 M (1937)

## Popis motoru
Třídílná kliková skříň, jejíž střední část nesla obě řady válců, byla vykována ze slitiny hliníku. Dvakrát zalomený klikový hřídel byl složen ze tří částí, přední a zadní část byla spojena středním ramenem a sevřena čepy. Na ocelové válce byly za tepla našroubovány žebrované hlavy z hliníkové slitiny. Vnitřní plochy válců byly nitridovány. Kované písty, rovněž ze slitiny hliníku, měly na vnitřní straně žebrování pro lepší odvod tepla.
K přední přírubě klikové skříně byl přimontován reduktor (převod 17:12) s čelními satelity. Vrtulový hřídel byl ukončen normalizovaným drážkováním pro namontování vrtulové hlavy.
Vysokoobrátkový, rotační kompresor měl lopatkové kolo vykované z hliníkové slitiny a bylo uloženo v tlakovém a kluzných ložiscích. Karburátor s omezovačem (výškový korektor) byl připojen přímo k vstupnímu hrdlu kompresoru. Pumpy mazání (1× tlačná, 2× odčerpávací) byly smontovány v jeden, snadno vyjímatelný celek, který byl umístěn v zadním víku klikové skříně. Na tomto víku byly instalovány veškeré přístroje a příslušenství motoru.

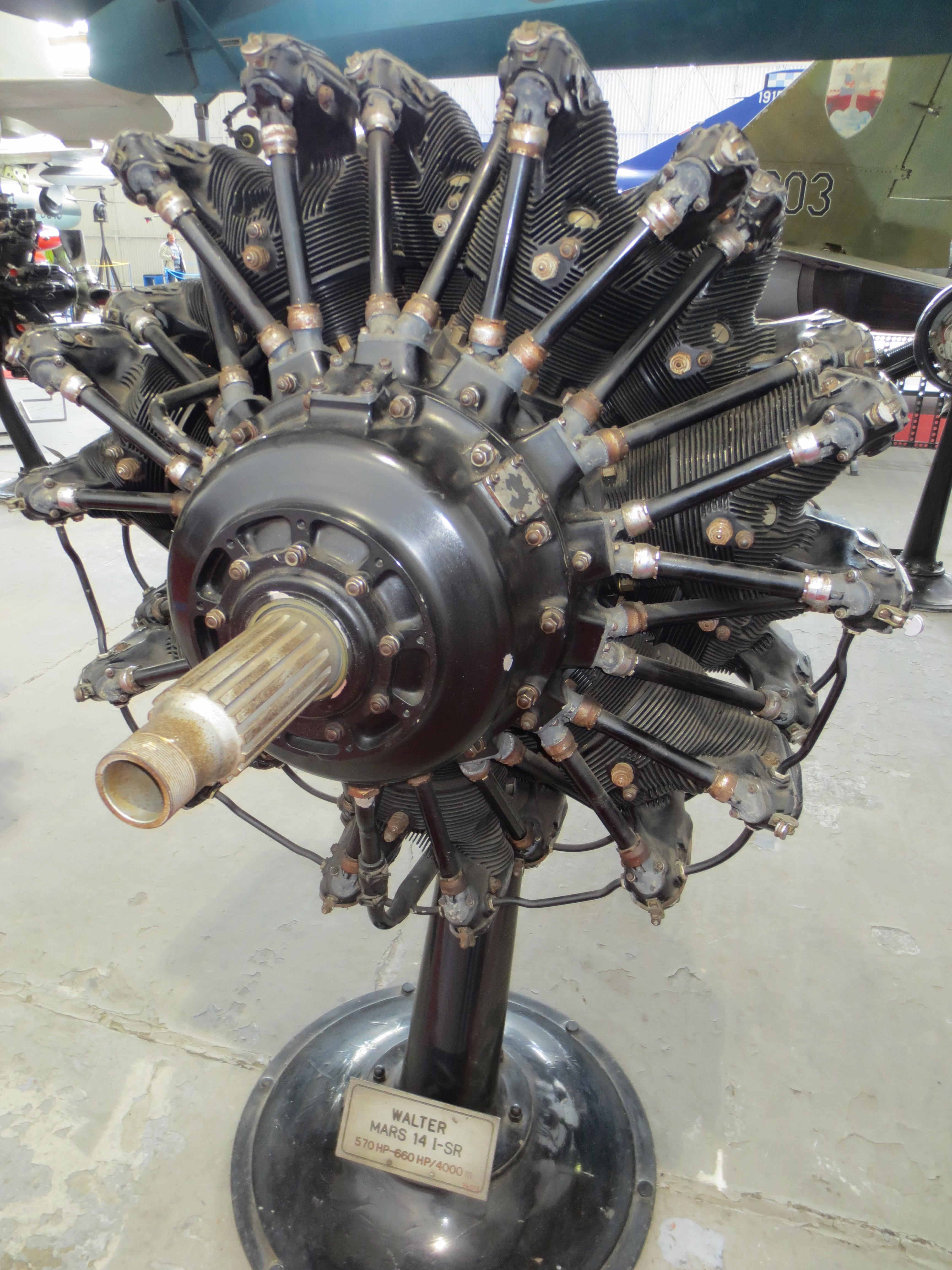
Walter Mars 14 M v leteckém muzeu Praha - Kbely

## Použití Walter Mars 14 M
- Potez 630/631
- Bloch MB.210 (MB.220)

## Hlavní technické údaje
Údaje dle
- Typ: čtrnáctiválcový dvouhvězdicový vzduchem chlazený hvězdicový motor opatřený reduktorem, přeplňovaný odstředivým kompresorem který byl poháněn převodem od klikového hřídele;
- Vrtání: 122 mm
- Zdvih: 116 mm
- Zdvihový objem: 18,984 litru
- Kompresní poměr: 6,50÷1
- Průměr: 0,964 m
- Délka: 1,282 m
- Hmotnost: 420 kg, s tolerancí ± 2 %
- Hmotnost s příslušenstvím: 440 kg, s tolerancí ± 2 %
- Předepsané palivo: letecký benzín, min. 85 oktanů
- Měrná spotřeba paliva: 280 g·h−1·k−1 (380 g·h−1·kW−1)
- Příprava směsi: karburátorem Bronzavia s omezovačem

### Součásti motoru
- Ventilový rozvod: OHV, řízený vačkovým kotoučem; dva ventily na každý válec
- Přeplňování: jednostupňovým odstředivým kompresorem, s jednorychlostním převodem
- Startér: pneumatický
- Mazání: tlakové, cirkulační se třemi pumpami (1× tlačná, 2× sací)
- Čistič oleje: 2, na vstupu a výstupu z motoru
- Převod na vrtuli: reduktor 17÷12 (převodový poměr 1,416 7)
- Nominální otáčky vrtule: 2140 ot/min.

### Výkony
- Vzletový výkon: 700 k (514,85 kW) při 3030 otáčkách za minutu
- Nominální výkon při zemi: 580 k (426,59 kW) při 3300 ot/min.
- Nominální výkon ve výšce 4000 m: 680 k (500,14 kW)
- Poměr max. výkonu a zdvihového objemu (litrový výkon): 36,87 k/l (27,12 kW/l)
- Poměr hmotnosti a max. výkonu: 0,60 kg/k (0,816 kg/kW)

#### Podobné motory
- Pratt & Whitney R-1535
- Walter Mistral K 14 (licence Gnome-Rhône 14K Mistral Major)